# بی فور ایکس

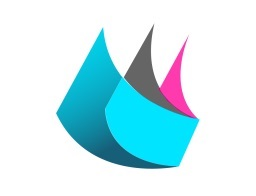
لوگوی فعلی IDE بی فور ایکس

بی فور ایکس B4X مجموعه‌ای از IDE‌های توسعه سریع برنامه‌ها و زبان برنامه‌نویسی اختصاصی است که امکان ایجاد برنامه‌ها را در سیستم عامل‌های زیر فراهم می‌کند: اندروید، آی او اس، ویندوز، Raspberry Pi و Arduino. گرچه زبان B4X شباهت زیادی به BASIC دارد، اما زبان کاملاً جدیدی است.
B4A، B4i و B4J از یک طراح بصری بهره می‌برند که روند ایجاد رابط‌های کاربری را ساده می‌کند اما B4R به دلیل ماهیت دستگاه‌های تک برد از یک طراح بصری برخوردار نیست.
- Basic4PPC

Basic4ppc (با تلفظ "Basic for PPC") اولین IDE تولید شده توسط Anywhere Software Ltd بود. Basic4ppc به برنامه نویسان اجازه می‌داد تا برای دستگاه‌های Pocket PC که سیستم عامل ویندوز فون را اجرا می‌کنند، برنامه بنویسند. Basic4PPC در سال ۲۰۰۵ منتشر شد و نسخه نهایی آن در دسامبر سال ۲۰۱۸ بود.
درحال حاضر استفاده از این IDE دیگر ممکن نمی‌باشد.
- B4A

B4A (قبلاً با نام Basic4android شناخته می‌شد) دومین IDE تولید شده توسط Anywhere Software Ltd است.
اولین نسخه عمومی آن در ۷ دسامبر ۲۰۱۰ منتشر شد و به کاربران اجازه می‌دهد برنامه‌های اندروید بومی را در B4X کدگذاری کنند.
B4A قادر به ایجاد برنامه‌ها، ابزارک‌ها و بازی‌ها است. همچنین یک راهنمای مبتدیان وجود دارد که پس از هر نسخه جدید IDE به روز می‌شود.
از فوریه 2020 نسخه کامل بیسیک فور اندروید به صورت ۱۰۰٪ رایگان دردسترس قرار گرفته‌است.
- B4J

B4J سومین IDE تولید شده توسط نرم‌افزار Anywhere Software Ltd است.
اولین نسخه عمومی در ۴ دسامبر ۲۰۱۳ منتشر شد. B4J سیستم عامل‌های زیر را هدف قرار داده‌است:
ویندوز، وب سرورها و صفحه‌های ARM مانند Raspberry Pi.
درحال حاضر استفاده از این IDE به صورت رایگان ممکن می‌باشد.
- B4i

B4i چهارمین IDE تولید شده توسط نرم‌افزار Anywhere Software Ltd است.
B4i قادر به ایجاد برنامه‌هایی است که دستگاه‌های iPhone و iPad را هدف قرار می‌دهند و یک سرویس جداگانه وجود دارد که به توسعه دهندگان اجازه می‌دهد برنامه‌ها را بدون نیاز به رایانه محلی Mac تدوین و منتشر کنند. اولین نسخه عمومی در ۱۴ نوامبر ۲۰۱۴ منتشر شد. B4i به کاربران امکان می‌دهد برنامه‌های iOS (iPhone / iPad) را با استفاده از B4X کدگذاری کنند.
درحال حاضر استفاده از این IDE به صورت رایگان ممکن نمی‌باشد.
- B4R

B4R پنجمین IDE تولید شده توسط نرم‌افزار Anywhere Software Ltd است.
B4R به برنامه نویسان اجازه می‌دهد تا برای پلتفرمم آردوینو برنامه بنویسند. ماژول‌های پشتیبانی شده آردوینو عبارتند از: ESP8266 و ESP32.

## جدول تاریخچه نسخه‌های B4X
| B4X IDE | نسخه | تاریخ انتشار   | لینک دانلود |
| ------- | ---- | -------------- | ----------- |
| B4A     | ۱۰٫۶ | ۱۱ فوریه ۲۰۲۱  | Link        |
| B4i     | ۷٫۰۰ | ۲۸ ژانویه ۲۰۲۱ | Link        |
| B4J     | ۸٫۹۰ | ۱۱ فوریه ۲۰۲۱  | Link        |
| B4R     | ۳٫۵۰ | ۱۰ نوامبر ۲۰۲۰ | Link        |